# Karl Böhm
Karl August Leopold Böhm (28. srpna 1894, Štýrský Hradec – 14. srpna 1981, Salcburk) byl rakouský dirigent. Byl označován za jednoho z nejlepších dirigentů dvacátého století. Jeho otec byl právník. On sám nejprve studoval hudbu na konzervatoři v rodném městě a později ve Vídni. V letech 1934 až 1942 byl hlavním dirigentem operní scény Semperoper. Později spolupracoval jako hostující dirigent například s Londýnským symfonickým orchestrem (London Symphony Orchestra). Zemřel v roce 1981 ve věku 86 let.